# SheBelieves Cup 2018
Der SheBelieves Cup 2018 für Frauenfußballnationalteams fand vom 1. bis 7. März 2018 in den Vereinigten Staaten statt. Er war die dritte Austragung dieses Turnieres, und Teilnehmer waren wie in den beiden Vorjahren Rekord-Weltmeister und Gastgeber USA, Rekord-Europameister Deutschland, England und Vorjahressieger Frankreich. In der FIFA-Weltrangliste vom Dezember 2017 belegten die vier Mannschaften die Plätze 1 (USA), 2 (Deutschland), 3 (England) und 6 (Frankreich), wobei die Platzierung der Französinnen auch dadurch bedingt war, dass sie seit der EM 2017 keine Pflichtspiele mehr bestritten hatten. Für die März-Weltrangliste gelten die Spiele als Freundschaftsspiele zwischen Top-10-Mannschaften.
Austragungsstätten waren das Mapfre Stadium in Columbus, die Red Bull Arena in Harrison und das Orlando City Stadium in Orlando. Dabei war Harrison zum zweiten Mal einer der drei Austragungsorte. Alle drei Stadien sind mit Naturrasen ausgestattet. Die Spiele fanden jeweils als Doppelveranstaltungen statt.

## Spielergebnisse
| Pl. | Land               | Sp. | S | U | N | Tore    | Diff. | Punkte |
| --- | ------------------ | --- | - | - | - | ------- | ----- | ------ |
| 1.  | Vereinigte Staaten | 3   | 2 | 1 | 0 | 003:100 | +2    | 07     |
| 2.  | England            | 3   | 1 | 1 | 1 | 006:400 | +2    | 04     |
| 3.  | Frankreich         | 3   | 1 | 1 | 1 | 005:500 | ±0    | 04     |
| 4.  | Deutschland        | 3   | 0 | 1 | 2 | 002:600 | −4    | 01     |

|                                                              |   |             |           |
| 1. März 2018 um 16:00 Uhr ET (22 Uhr MEZ) in Columbus        |   |             |           |
| England                                                      | – | Frankreich  | 4:1 (3:0) |
| 1. März 2018 um 19:00 Uhr ET (2. März 1 Uhr MEZ) in Columbus |   |             |           |
| Vereinigte Staaten                                           | – | Deutschland | 1:0 (1:0) |
| 4. März 2018 um 12:00 Uhr CT (18 Uhr MEZ) in Harrison        |   |             |           |
| Vereinigte Staaten                                           | – | Frankreich  | 1:1 (1:1) |
| 4. März 2018 um 15:00 Uhr CT in (21 Uhr MEZ) Harrison        |   |             |           |
| Deutschland                                                  | – | England     | 2:2 (1:1) |
| 7. März 2018 um 16:00 Uhr ET (22 Uhr MEZ) in Orlando         |   |             |           |
| Frankreich                                                   | – | Deutschland | 3:0 (1:0) |
| 7. März 2018 um 19:00 Uhr ET (8. März 1 Uhr MEZ) in Orlando  |   |             |           |
| Vereinigte Staaten                                           | – | England     | 1:0 (0:0) |

Die Platzierungen erfolgten anhand folgender Kriterien, wovon aufgrund der Ergebnisse nur die ersten beiden zur Anwendung kamen:
1. Punkte aus allen Spielen (3 Punkte für einen Sieg, 1 Punkt für ein Remis)
2. Tordifferenz aus allen Spielen
3. Anzahl Tore in allen Spielen
4. Direkter Vergleich
5. Platzierung in der FIFA-Weltrangliste

## Torschützinnen
| Rang | Spielerin         | Tore |
| ---- | ----------------- | ---- |
| 1    | Ellen White       | 2    |
|      | Eugénie Le Sommer | 2    |

| Rang | Spielerin      | Tore |
| ---- | -------------- | ---- |
| 3    | Hasret Kayikçi | 1    |
|      | Toni Duggan    | 1    |
|      | Fran Kirby     | 1    |
|      | Jill Scott     | 1    |
|      | Jodie Taylor   | 1    |

| Rang | Spielerin      | Tore |
| ---- | -------------- | ---- |
| 3    | Valérie Gauvin | 1    |
|      | Amandine Henry | 1    |
|      | Gaëtane Thiney | 1    |
|      | Mallory Pugh   | 1    |
|      | Megan Rapinoe  | 1    |
| ET   | Karen Bardsley | 1    |
| ET   | Millie Bright  | 1    |

## Schiedsrichterinnen
0  Melissa Borjas  Carol Chénard  Lucila Venegas  Karen Abt  Christina Unkel

## Besonderheiten
- Im letzten Turnierspiel der deutschen Mannschaft kam Lena Goeßling durch ihre Einwechslung in der ersten Minute der Nachspielzeit zu ihrem 100. Länderspiel.
- Carli Lloyd kam im letzten Turnierspiel zu ihrem 250. Länderspiel.[8]
- Sechs Tage nach dem Turnier wurde Bundestrainerin Steffi Jones aufgrund des schlechten Abschneidens entlassen.[9]

## Auswirkungen auf die Weltrangliste
- Die USA behaupteten Platz 1.
- Deutschland fiel von Platz 2 auf Platz 3 zurück; die schlechteste Platzierung seit März 2009.
- England stieg auf Platz 2 auf; erreichte damit seine bisher beste Platzierung und war erstmals bestplatzierte europäische Mannschaft.
- Frankreich kletterte ebenfalls um einen Platz und wurde Fünfter.